# Зачарованные
«Зачаро́ванные» (англ. Charmed) — американский телесериал, созданный телекомпанией Spelling Television при участии Констанс М. Бёрдж и Брэда Керна в качестве шоураннеров. Сериал рассказывает о трёх сёстрах-ведьмах, известных как «Зачарованные», самых могущественных добрых ведьмах в истории, которые сражаются со злыми существами, такими как демоны и колдуны. Первые три сезона рассказывали о сёстрах Прю (Шеннен Доэрти), Пайпер (Холли Мари Комбс) и Фиби (Алисса Милано). После смерти Прю в финале третьего сезона, сестра по матери Пейдж Мэтьюс (Роуз Макгоуэн), занимает её место в троице.
Сериал стал довольно успешным. Первая его серия собрала у экранов 7,7 миллионов телезрителей, что до выхода сериала Тайны Смолвиля, первая серия которого вышла на том же канале в 2001 году и собрала у экранов 8,4 миллиона телезрителей, было своего рода рекордом для канала The WB в то время. Выходивший по воскресеньям сериал первые пять сезонов был самой рейтинговой программой канала The WB. Но вместе с тем, в общенациональный топ 20 самых самых популярных шоу он так и не попал. И, в отличиe от Тайн Смолвиля, и нового сериала Сверхъестественное, перешедших в 2006 году после слияния The WB и канала конкурента UPN на вновь образованный канал The CW, Зачарованных было решено закрыть после восьмого сезона, финальный эпизод которого, показанный 21 мая 2006 года, привлёк 4,5 млн зрителей.
И всё же «Зачарованные» вошли в историю телевидения наравне с ситкомами «Лаверна и Ширли», «Подруги» и трагикомедией «Отчаянные домохозяйки», как самый продолжительный сериал с женщинами в главных ролях. Также «Зачарованные» стал вторым, после «Седьмое небо», по продолжительности шоу канала The WB. Успех сериала породил франшизу, под которой вышли видеоигра, серия книг и комиксов, являющихся продолжением истории.

## История создания
В 1998 году The WB оказался в поиске свежих идей для нового телесезона 1998—99 и поручил разработку идеи респектабельной телекомпании «Spelling Television». «Spelling Television» не смогла обойти набирающую обороты сверхъестественную тематику и поручила написать пилотный сценарий Констанции М. Бёрдж. Проведя собственный анализ и исследования, девушка пришла к выводу, что будущее шоу будет повествовать о трёх ведьмах. Бёрдж создала абсолютно новую концепцию для телешоу на тот период: добрые ведьмы, защищающие невинных и параллельно живущие человеческой жизнью.
Оригинальная идея базировалась на сюжете о трёх подругах или соседках по комнате, которые проживают в Бостоне. Концепция была разгромлена в пух и прах некоторыми продюсерами, что едва не довело Бёрдж до нервного срыва и не поставило крест на её карьере. В защиту вступился исполнительный продюсер Дюк Винсент. Несмотря на свои опасения и неуверенность в успехе шоу, он внёс значительные изменения, которые позволили проекту, под рабочим названием «Дом ведьм», состояться. Винсенту хотелось сфокусировать шоу не на колдовстве и магии, а на семейных ценностях. Таким образом, было решено заменить соседок на сестёр. В целом, концепция Бёрдж оказалась нетронутой. Для написания пилотного сценария были приглашены профессиональные демонологи, мифологи и специалисты по паранормальным явлениям.
«Spelling Television» и The WB горячо восприняли идею шоу. Был объявлен кастинг. Шеннен Доэрти и её подруга Холли Мари Комбс были утверждены на роли старшей и средней сестёр соответственно. На роль младшей сестры была утверждена Лори Ром. Вскоре состоялись съёмки 28-минутного пилотного эпизода, который так и не был показан на телеэкранах ввиду ухода из проекта Ром. На её роль в срочном порядке была найдена замена в лице Алиссы Милано. Первый эпизод был переснят. Более того, по требованию The WB он был снят в 40-минутном формате.
7 октября 1998 года состоялась громкая премьера сериала «Зачарованные». Активная рекламная и промокампании привлекли к телеэкранам 7.7 млн чел., что стало рекордом для телеканала. Шеннен Доэрти лично проплатила рекламу на билбордах Таймс-сквер. Успех нового сериала был очевиден, The WB заказал его полностью.
После премьеры, к трём исполнительным продюсерам — Аарону Спеллингу, Дюку Винсенту и Констанции М. Бёрдж — присоединился четвёртый, Брэд Керн, который стал активно промотировать свои идеи в сериал, что вынудило Бёрдж покинуть проект, который она сама же и создала, после третьего сезона.

## Сюжет
Основные события сериала происходят в Сан-Франциско. Сёстры Прю и Пайпер Холливелл живут совершенно нормальной жизнью в доме своей покойной бабушки, пока не получают известие о приезде их младшей сестры Фиби. В тот же вечер Фиби находит на чердаке книгу заклинаний Книгу Таинств и произносит заклинание, благодаря которому сёстры становятся ведьмами и обретают волшебные силы. Вскоре после этого сёстры узнают, что их предки по материнской линии были ведьмами и что, согласно пророчеству, именно три сестры станут величайшими добрыми ведьмами в истории магии. Отныне они должны сражаться с порождениями зла и защищать невинных людей.
| Сезон | Сезон | Эпизоды | Оригинальная дата показа | Оригинальная дата показа | Рейтинг Нильсена   | Рейтинг Нильсена | Рейтинг Нильсена |
| Сезон | Сезон | Эпизоды | Премьера сезона          | Финал сезона             | Зрители (миллионы) | Ранг             | Ранг телеканала  |
| ----- | ----- | ------- | ------------------------ | ------------------------ | ------------------ | ---------------- | ---------------- |
|       | 1     | 22      | 7 октября 1998           | 26 мая 1999              | 5.4                | 118              | 2                |
|       | 2     | 22      | 30 сентября 1999         | 18 мая 2000              | 5.2                | 120              | 2                |
|       | 3     | 22      | 5 октября 2000           | 17 мая 2001              | 4.9                | 117              | 2                |
|       | 4     | 22      | 4 октября 2001           | 16 мая 2002              | 4.2                | 129              | 6                |
|       | 5     | 23      | 22 сентября 2002         | 11 мая 2003              | 4.5                | 128              | 6                |
|       | 6     | 23      | 28 сентября 2003         | 16 мая 2004              | 4.3                | 154              | 4                |
|       | 7     | 22      | 12 сентября 2004         | 22 мая 2005              | 3.5                | 132              | 7                |
|       | 8     | 22      | 25 сентября 2005         | 21 мая 2006              | 3.5                | 132              | 7                |

## Персонажи

### Основные
- Пруденс (Прю) Холливелл (Шеннен Доэрти). Сезоны 1 – 3.

Старшая из Зачарованных, дочь Петти Холливелл и Виктора Беннета. Обладает силой телекинеза, астральной проекции. В первых сериях её сила телекинеза активируется спонтанно, затем она учится контролю, направляя её через глаза, а с 19 серии - и через руки. Со временем эта сила должна была преобразоваться во взрывную волну. Силу проекции получила во 2 сезоне, перемещая своё астральное тело из физического на расстояние. В этой форме она могла читать заклинания. В связи с ранней смертью матери, Прю взяла на себя заботу о сёстрах, что сделало её ответственной, прямолинейной, жёсткой. До событий сериала встречалась с Роджером - коллегой из музея. Однако после отказа выйти за него замуж тот вынуждает её уволиться. В 1 серии встречает своего друга и школьную любовь - детектива Энди Трюдо. У них вновь завязываются отношения,которым мешает тайна Прю, ведь Энди расследует дела в которых замешаны сёстры. В 19 серии узнаёт правду, но в 22 погибает, защищая сестёр. Прю тяжело это переживала. Во 2 сезоне недолго встречалась с коллегой Джеком, имела любовную связь с Бейном - боссом мафии. В 1-2 сезоне работала в аукционе Баклэнд, но ушла, чтобы реализовать мечту и стать фотографом в журнале. В финале 3 сезона погибает от руки демона Шекса - личного убийцы Хозяина.
- Пайпер Холливелл (Холли Мари Комбс)

Зачарованная, вторая дочь Петти и Виктора. Обладает силой молекулярного  замедления (заморозки) и ускорения (взрыва - с 3 сезона). Обе силы активируются от сильных эмоций и направляются через руки. Великолепно варит зелья, умеет вкусно  готовить. По профессии — повар. Работает менеджером ресторана «Квейк», а затем с помощью сестёр открывает ночной клуб «Р3», тем самым решив финансовые проблемы семьи Холливелл. В конце 8 сезона открывает свой ресторан.
По характеру Пайпер самая скромная и тихая из сестёр, бабушка часто называла её «сердцем» семьи. Тяжело переживала смерть Прю и не сразу приняла Пейдж.
С 1 сезона влюблена в своего хранителя Лео Уайтта и несмотря на все запреты смогла выйти за него замуж и родить 3  детей — Уайатта, Крисса и Мелинду. Их отношения не были  простыми из-за вечного вмешательства магии, но в конце концов они смогли обрести  своё счастье. Помимо Лео, Пайпер встречалась с журналистом Джереми (до 1x01),соседом Дэном (2 сезон) и пожарным Грегом (6x10 - 6x15).Из всех сестёр больше других стремилась к нормальной жизни без магии.
- Фиби Холливелл (Алисса Милано)

Младшая из дочерей Петти и Виктора. Изначально обладает силой предвидения. Очень переживает из-за отсутствия активной силы и компенсирует это изучением боевых искусств. В 3 сезоне получает силу левитации о которой всегда мечтала, а в шестом - дар эмпата. Вскоре её силы забирают и возвращают только предвидение. Со временем видения становятся более ясными, она может вызывать их по своему желанию и общаться с людьми. Отлично пишет заклинания.
В начале сериала была очень непутёвой сестрой и до 4 сезона не имела постоянной работы. В течение сериала Фиби закончила колледж и стала автором колонки советов в журнале «The Bay Mirror», получила докторскую степень по психологии. Её карьера  развивалась бурными темпами, что сделало Фиби очень известной.
Из всех сестёр Фиби больше всех склонна к Злу — она была злой ведьмой в прошлой жизни и после брака с Коулом стала Королевой Подземного мира. Фиби на протяжении сериала отличилась большой любвеобильностью, однако неудачный брак с Коулом и последующие разочарования чуть не заставили её отказаться от любви. Ближе к концу сериала Куп (Купидон) «открывает» её сердце и сам влюбляется в неё. В конце сериала они женятся. У Фиби родились три девочки.
- Пейдж Мэтьюс (Роуз Макгоуэн). Сезоны 4 – 8

Единоутробная и младшая сестра Зачарованных. Мать — Петти Холливелл, отец — её ангел-хранитель Сэм. Наполовину ведьма, наполовину хранитель. Обладает особой формой телекинеза - "небесным свечением", а также всеми способностями хранителей. Её рождение было скрыто ото всех, подобные союзы и дети были запрещены. Воспитывалась в приёмной семье, была трудным подростком. В 16 лет вместе с родителями попала в страшную аварию и была спасена своими силами.
С Пайпер и Фиби встретилась после смерти Прю, когда их свело заклинание возрождения силы трёх. Начиная с пятого сезона не имеет постоянной работы — ушла из социальной службы ради реализации себя как ведьмы. Долгое время отрицала свою половину хранителя из-за обиды на старейшин и отца. В 7 сезоне в связи с кризисом в Школе Магии временно  взяла на себя управление ею. Считала, что магией можно и нужно пользоваться более свободно.
В 4 сезоне встречалась с Гленом, но тот уехал в Австралию. В 5 сезоне встречалась с Нэйтом музыкантом, но бросила его узнав о жене и детях. В 6 сезоне встречалась с магом Ричардом, они расстались из-за проблем с магией у последнего. В 7 сезоне у неё завязывается роман с агентом ФБР Кайлом Броди. Кайл был убит Аватаром, но позже воскрешён Старейшинами как хранитель. В 8 сезоне Пейдж знакомится с инспектором по трудным подросткам Генри Митчелом. У них быстро завязываются отношения. Пейдж спасает Генри впервые исцеляя кого-либо, убеждается в своих чувствах и открывает ему тайну, которую тот принимает. Он делает ей предложение и они женятся в 8 сезоне сериала. У них рождаются девочки-близнецы, а потом они усыновляют мальчика.

## Актёры и второстепенные персонажи
= Главная роль в сезоне
     = Второстепенная роль в сезоне
     = Гостевая роль в сезоне
     = Не появляется
| Актёр             | Персонаж                           | Появление в сезонах | Появление в сезонах | Появление в сезонах | Появление в сезонах | Появление в сезонах | Появление в сезонах | Появление в сезонах | Появление в сезонах | Появление в сезонах |
| Актёр             | Персонаж                           | 1                   | 2                   | 3                   | 4                   | 5                   | 6                   | 7                   | 8                   | Эпизоды             |
| ----------------- | ---------------------------------- | ------------------- | ------------------- | ------------------- | ------------------- | ------------------- | ------------------- | ------------------- | ------------------- | ------------------- |
| Шеннен Доэрти.    | Пруденс (Прю) Холливелл            | 22                  | 22                  | 22                  |                     |                     |                     |                     |                     | 66                  |
| Холли Мари Комбс. | Пайпер Холливелл                   | 22                  | 22                  | 22                  | 22                  | 23                  | 23                  | 22                  | 22                  | 178                 |
| Алисса Милано     | Фиби Холливелл                     | 22                  | 22                  | 22                  | 22                  | 23                  | 23                  | 22                  | 22                  | 178                 |
| Роуз Макгоуэн     | Пейдж Мэтьюс                       |                     |                     |                     | 22                  | 23                  | 23                  | 22                  | 22                  | 112                 |
| Брайан Краузе     | Лео Уайатт                         | 7                   | 14                  | 22                  | 22                  | 22                  | 22                  | 22                  | 12                  | 143                 |
| Тед Кинг          | Энди Трюдо                         | 22                  |                     |                     |                     |                     |                     |                     |                     | 22                  |
| Дориан Грегори    | Дэррил Моррис                      | 14                  | 13                  | 7                   | 8                   | 8                   | 9                   | 10                  |                     | 69                  |
| Дженнифер Родс    | Пенелопа (Пенни) Холливелл "Гремс" | 2                   | 1                   | 3                   | 1                   | 4                   | 1                   | 1                   | 2                   | 15                  |
| Финола Хьюз       | Патриция (Петти) Холливелл         | 2                   | 1                   | 2                   | 2                   | 1                   |                     | 1                   | 1                   | 10                  |
| Энтони Дэнисон    | Виктор Беннет                      | 1                   |                     |                     |                     |                     |                     |                     |                     | 1                   |
| Джеймс Рид        | Виктор Беннет                      |                     |                     | 3                   | 2                   | 2                   | 1                   | 2                   | 3                   | 13                  |
| Скотт Джек        | Самуэль (Сэм) Вайлдер              |                     | 1                   |                     |                     | 1                   |                     |                     | 1                   | 3                   |
| Билли Драго       | Барбас                             | 1                   | 1                   |                     |                     | 1                   | 3                   | 1                   |                     | 7                   |
| Грег Воган        | Дэн Гордон                         |                     | 18                  |                     |                     |                     |                     |                     |                     | 18                  |
| Манро Лохлин      | Джек Шеридан                       |                     | 7                   |                     |                     |                     |                     |                     |                     | 7                   |
| Джулиан Макмэхон  | Коул Тернер                        |                     |                     | 16                  | 19                  | 11                  |                     | 1                   |                     | 47                  |
| Саймон Темплмен   | Ангел Смерти                       |                     |                     | 1                   |                     |                     |                     | 1                   | 1                   | 3                   |
| Ребекка Белдинг   | Элиз Ротман                        |                     |                     |                     | 2                   | 9                   | 3                   | 6                   | 2                   | 23                  |
| Дебби Морган      | Сир (Провидица)                    |                     |                     |                     | 7                   | 1                   |                     |                     |                     | 8                   |
| Сандра Проспер    | Шейла Моррис                       |                     |                     |                     |                     | 3                   | 4                   | 2                   |                     | 9                   |
| Аманда Сиклер     | Секретарша Софи                    |                     |                     |                     |                     | 3                   | 1                   | 4                   | 2                   | 10                  |
| Дрю Фуллер        | Крис Перри Холливелл               |                     |                     |                     |                     | 2                   | 21                  | 1                   | 1                   | 25                  |
| Эрик Дейн         | Джейсон Динн                       |                     |                     |                     |                     | 4                   | 5                   |                     |                     | 9                   |
| Уэсли Рэмси       | Уайатт Мэтью Холливелл             |                     |                     |                     |                     |                     | 2                   | 1                   | 1                   | 4                   |
| Гилдарт Джексон   | Гидеон                             |                     |                     |                     |                     |                     | 7                   |                     |                     | 7                   |
| Кристофер Нейман  | Зигмунд                            |                     |                     |                     |                     |                     | 4                   |                     |                     | 4                   |
| Женя Лано         | инспектор Шеридан                  |                     |                     |                     |                     |                     | 3                   | 7                   |                     | 10                  |
| Бальтазар Гетти   | Ричард Монтана                     |                     |                     |                     |                     |                     | 6                   |                     |                     | 6                   |
| Джоэл Светоу      | Аватар Альфа                       |                     |                     |                     |                     | 2                   |                     | 8                   |                     | 10                  |
| Патриция Фишер    | Аватар Бета                        |                     |                     |                     |                     |                     |                     | 6                   |                     | 6                   |
| Иэн Энтони Дейл   | Аватар Гамма                       |                     |                     |                     |                     |                     |                     | 5                   |                     | 5                   |
| Ник Лаше          | Лесли Сенклер                      |                     |                     |                     |                     |                     |                     | 6                   |                     | 6                   |
| Керр Смит         | Кайл Броди                         |                     |                     |                     |                     |                     |                     | 10                  |                     | 10                  |
| Каризма Карпентер | Кира                               |                     |                     |                     |                     |                     |                     | 3                   |                     | 3                   |
| Одед Фер          | Занку                              |                     |                     |                     |                     |                     |                     | 7                   |                     | 7                   |
| Билли Зейн        | Дрейк де Мон                       |                     |                     |                     |                     |                     |                     | 3                   |                     | 3                   |
| Джон де Ланси     | Один                               |                     |                     |                     |                     |                     |                     | 4                   |                     | 4                   |
| Элизабет Дэннехи  | Сандра                             |                     |                     |                     |                     |                     |                     | 7                   | 1                   | 8                   |
| Кейли Куоко       | Билли Дженкинс                     |                     |                     |                     |                     |                     |                     |                     | 22                  | 22                  |
| Марнетт Пэттерсон | Кристи Дженкинс                    |                     |                     |                     |                     |                     |                     |                     | 10                  | 10                  |
| Брендон Куинн     | Агент Мёрфи                        |                     |                     |                     |                     |                     |                     |                     | 4                   | 4                   |
| Джейсон Льюис     | Декс Лоусон                        |                     |                     |                     |                     |                     |                     |                     | 6                   | 6                   |
| Иван Сергей       | Генри Митчелл                      |                     |                     |                     |                     |                     |                     |                     | 11                  | 11                  |
| Виктор Вебстер    | Купидон (Куп)                      |                     |                     |                     |                     |                     |                     |                     | 7                   | 7                   |
| Дэнис Доус        | Ангел Судьбы                       |                     |                     |                     |                     |                     |                     |                     | 3                   | 3                   |
| Энтони Кистаро    | Думейн                             |                     |                     |                     |                     |                     |                     |                     | 3                   | 3                   |
| Джейми Прессли    | русалка Майли                      |                     |                     |                     |                     | 1                   |                     |                     |                     | 1                   |
| Мелинда Кларк     | Сирена                             |                     |                     |                     |                     | 1                   |                     |                     |                     | 1                   |
| Всего эпизодов    | Всего эпизодов                     | 22                  | 22                  | 22                  | 22                  | 23                  | 23                  | 22                  | 22                  | 178                 |

- Лео Уайатт ( Брайан Краузе) (Сезоны: 1—8)

На протяжении сериала был хранителем (до шестого сезона), старейшиной (шестой сезон, а также первая половина седьмого сезона), аватаром (середина седьмого сезона) и смертным человеком (с конца седьмого сезона и до конца сериала), в восьмом сезоне заморожен Ангелом Судьбы и возвращён после «Великой Битвы». Муж Пайпер Холливелл и отец её детей. Известно, что на момент их женитьбы с его рождения прошло около восьмидесяти лет. Хранителем стал после гибели во Второй мировой войне.
- Энди Трюдо (Тед Кинг) (Сезон: 1)

Был знаком с Прю ещё со школы. Они учились вместе, а потом стали встречаться. Энди был женат, но его брак не продлился долго, ведь он продолжал любить Прю. Через несколько лет, когда Энди Трюдо стал полицейским, он снова встретил Прю, и их отношения возобновились. В своей работе Энди сталкивался со многими необычными вещами, но когда он стал расследовать убийства женщин, связанных с оккультными науками, его удивило, что на месте преступления всегда оказывались сёстры Холливел. Энди понял, что Прю от него что-то скрывает, но никак не мог понять что. Из-за этого у влюблённых постоянно возникали ссоры. В тайне от Прю Энди стал собирать альбом, куда вклеивал всю информацию о сёстрах. Из-за своей любви к Прю он часто прикрывал Зачарованных. Вскоре Энди всё же узнаёт тайну сестёр. Ему трудно в это поверить и принять Прю такой, какая она есть, но его любовь помогает ему справиться с этим, и он начинает всячески помогать Зачарованным. В конце первого сезона Энди погибает от руки демона Родригеса.
- Дэррил Моррис  (Дориан Грегори) (Сезоны: 1—7)

Дэррил Моррис был напарником Энди Трюдо, возлюбленного Прю Холливел. Он работает в отделе № 712 полиции Сан-Франциско и ни чем не связан с магией, если конечно не считать дружбу с Зачарованными. Вскоре он обнаруживает их связь со многими таинственными смертями. Когда Дэррила посвящают в секрет Зачарованных, он быстро понимает значимость их дела и на протяжении сериала оказывает им большую помощь в сглаживании их конфликтов с миром человеческого восприятия. За это сестры помогают ему получить повышение до лейтенанта. Дэррил женат и имеет детей. С его женой Шейлой Зачарованные знакомятся в пятом сезоне. Семья Моррисов становятся частыми гостями в доме Холливелов, и они очень хорошо дружат. После нескольких потрясений, связанных с угрозой его жизни, а также под воздействием уговоров своей жены Шейлы, отдаляется от Зачарованных; вскоре они совсем перестают общаться друг с другом.
- Коул Тёрнер (Джулиан Макмэхон) (Сезоны: 3—5, 7 - гость)

Один из ключевых героев сериала, могущественный и хитроумный демон. Коул дал, возможно, самые значимые и интригующие сюжетные линии сериала, связанные с его романом с Фиби Холливелл и заслужил наибольшее сопереживание со стороны зрителей из-за своих метаний между любовью, добром и злом. Он, как и Лео, претерпел многочисленные метаморфозы — был демоном и стремился уничтожить Зачарованных, стал простым смертным, затем Хозяином. Когда сёстры уничтожили его, в Демонических пустошах (месте, где уничтожаются демоны и их силы) обрёл новые могущественные способности и сумел вернуться к жизни. Пытался остаться на стороне Добра, но в конце концов сошёл с ума от безответной любви к Фиби. Так и не сумев избавиться от своего демонического, злого начала, Коул повторно погибает от руки Фиби в альтернативной реальности, которую он создал с Аватарами. В 150-й серии, когда Пайпер впадает в кому после нападения демонов выясняется, что он навечно заточён в пустоту между жизнью и смертью. Там он помогает Пайпер вернуться самой и вернуть Лео, а также помогает Фиби заново поверить в любовь. Его наказание похоже на наказание Тантала.
- Уайатт Мэттью Холливелл,  (Уэс Рэмси) (Сезоны: 5—8)

Старший сын Пайпер и Лео. По пророчеству Старейшин, первенец Зачарованных будет самым могущественным магом на Земле, Уайатт и становится первенцем Пайпер. Владеет силой хранителя (исцеление, перемещение, нахождение подопечных и близких людей), силовым полем, которое защищает его и тех, кому он доверяет, от нападений злых сил и термическим ударом. Также является хозяином меча Экскалибура и наследником короля Артура. В ходе сериала предстаёт маленьким ребёнком, а также эпизодически появлялся взрослым из будущего. В пятом сезоне устраивал проблемы сёстрам, находясь в утробе матери.
- Крис Перри Холливелл,  ( Дрю Фуллер) (Сезон: 6 - главная роль 5,7,8-гость)

Младший сын Пайпер и Лео. С ним связана основа сюжета шестого сезона сериала. Владеет силой телекинеза, эмпатии и способностью перемещаться как хранитель. Он, как и Пейдж, тоже является полухранителем и полуведьмаком. С помощью заклинания переместился из будущего, чтобы не дать Уайатту стать злым. Был убит в настоящем, что не повлияло на его будущее.
- Билли Дженкинс, ( Кейли Куоко (Сезон: 8)

Молодая ведьма, живущая у Зачарованных и обучаемая ими. С ней и её сестрой связана основная сюжетная линия восьмого сезона. Является второй частью Великой силы, которую составляет со своей сестрой. Обладает телекинезом, а также поистине редчайшей способностью Проекция, что позволяет ей делать почти всё, что угодно, а также перемещаться во времени. В конце восьмого сезона Билли, обманутая своей сестрой Кристи, попытается убить Зачарованных с помощью Бездны, которую в 4 сезоне Зачарованные и Провидица заточили в недра гор. Но потом она становится на их сторону и убивает Триаду (тех, кто привлёк её и Кристи против Зачарованных), демона Домейна (слугу Триады) и саму Кристи, отказавшуюся перейти на сторону Добра.

### Периодические
- Пенелопа (Пенни) Холливелл, англ. Penelope Halliwell (исполнитель роли Дженнифер Родс) (Сезоны: 1-8) — бабушка Зачарованных, которую они обычно зовут Грэмс. Обладает мощной силой телекинеза и обширными знаниями в области магии, особенно в области зельеварения. Чтобы спросить у неё совета, сестры довольно часто вызывали призрак Грэмс.
- Патриция (Петти) Холливелл, англ. Patricia Halliwell (исполнитель роли Финола Хьюз) (Сезоны: 1—5, 7—8) — мать Зачарованных, дочь Пенни Холливелл. Обладает способностью «замораживания» времени.
- Виктор Беннет, англ. Victor Bennett(исполнители роли: Энтони Джон Денисон (Сезон 1); Джеймс Рид (Сезоны: 3-8) — первый муж Патриции Холливелл, отец Прю, Пайпер и Фиби Холливел. Обычный человек.
- Барбас (исполнитель роли Билли Драго) (Сезоны: 1, 2, 5—7) — демон, способный видеть и оживлять страхи человека, обращая их против него же.
- Сир (Провидица) (исполнитель роли Дебби Морган) (Сезоны: 4 и 12 серия 5-го) — демоница высшего уровня.
- Шейла Моррис, англ. Sheila Morris (Сезоны: 5-7) — жена Дэррила.
- Клэр Прайс, англ. Claire Pryce (исполнитель роли Кристин Роуз) (Сезоны 1-2) — босс Прю.
- Элис Ротман, англ. Elise Rothman (исполнитель роли Ребекка Болдинг) (сезоны 4-8) — начальница Фиби, главный редактор газеты «The Bay Mirror».
- Кристи Дженкинс (исполнитель роли Марнетт Паттерсон) (Сезон: 8) — — ведьма, старшая сестра Билли, часть Великой силы, перешла на сторону зла и была убита сестрой.
- Кайл Броди (исполнитель роли Кёрр Смит) (Сезон: 7) — федеральный агент, знающий о Зачарованных.
- Инспектор Шеридан (исполнитель роли Женя Лано) (Сезоны: 6-7) — инспектор полиции, напарник Дэррила Морриса, не доверяющая Зачарованным и подозревающая их.
- Занку (исполнитель роли Одед Фер, Oded Fehr) (7 сезон) — самый мощный демон Подземного мира.
- Дэн Гордон (исполнитель роли Грег Воган) (2 сезон) — сосед сестёр Холливелл, с которым встречалась Пайпер.
- Джейсон Дин (исполнитель роли Эрик Дейн) (5-6 сезон) — начальник и возлюбленный Фиби.
- Купидон (Куп) (исполнитель роли Виктор Вебстер) (8 сезон) — третий муж Фиби.
- Дэкс Лоусон (исполнитель роли Джейсон Льюис) (8 сезон) — второй  муж Фиби.
- Дженни Гордон (исполнительница роли Кэрис Пейдж Брайант) (2 сезон) — племянница Дэна.
- Дрейк (исполнитель роли Билли Зейн) (7 сезон) — демон. который решил перейти на сторону добра.
- Генри Митчелл (исполнитель роли Иван Сергей) (8 сезон) — возлюбленный и, впоследствии, муж Пейдж.
- Гидеон (исполнитель роли Гилдарт Джексон)(6 сезон) — старейшина, глава школы Магии. Считал Уайета большой угрозой и вынашивал план по его устранению.
- Один (исполнитель роли Джон де Ланси) — старейшина.
- Сандра (исполнительница роли Элизабет Дэннехи) — старейшина.
- Джек Шеридан (исполнитель роли Лохлин Манро) (2 сезон) — возлюбленный Прю.

## Сезоны

### Первый сезон
- Серий: 22
- Премьера в США: 1998—1999 годы (раз в неделю, еженедельно)

Сериал начинается сценой с тремя сёстрами: Прю, Пайпер и Фиби Холливелл собираются в их доме в Сан-Франциско после смерти бабушки. Средняя сестра Пайпер выступает посредником между старшей сестрой-трудоголиком Прю и младшей беззаботной Фиби. Сёстры становятся Зачарованными, когда Фиби находит на чердаке «Книгу Таинств» и читает оттуда первое заклинание. Прю получает способность к телекинезу, Пайпер — возможность останавливать время (временно «замораживать» предметы и других людей), а у Фиби появляется способность видеть будущее. С этого момента они обязаны защищать невинных от нечисти. Девушки ещё не догадываются, что, став ведьмами, они переживут множество потерь, которые будут связаны с демонами, злыми колдунами и колдуньями.

### Второй сезон
- Серий: 22
- Премьера в США: 1999—2000 годы (раз в неделю, еженедельно)

Прошёл целый год после обретения девушками магических сил. Их мощь увеличивается, соответственно увеличивается мощь Силы Трёх и Книги Таинств. Это означает, что ещё больше демонов будут покушаться на жизнь и чары ведьм. На этот раз сёстры узнают обо всех «красках» Волшебного мира, в которые, увы, подмешаны и чёрные. Они узнают о существовании Старейшин, которые держат весь Добрый мир под присмотром, и обнаруживают Триаду — врага, посылавшего демонов для их убийства на протяжении этих лет. Пайпер приходится делать выбор между Лео и Дэном — новым соседом, Фиби всё ищет работу, а Прю узнаёт, что в скором времени станет владелицей «Баклэнда».

### Третий сезон
- Серий: 22
- Премьера в США: 2000—2001 годы (раз в неделю, еженедельно)

Кадр эпизода 3х22, смерть Прю (слева)

Узнав, что за всеми визитами демонов к Зачарованным стоит Триада, сёстры ломают голову, как их уничтожить. Тем временем Фиби знакомится, а в дальнейшем и встречается с окружным прокурором Коулом Тёрнером. Вскоре на сестёр начинает нападать странный демон Бальтазар, посланный Триадой. Пайпер вновь встречается с Лео и вопреки законам Старейшин пытается выйти за него замуж, но бесполезно, кроме того Лео исчезает благодаря магии Старейшин. Но немного времени спустя, они возвращают Лео, и они женятся. Спустя несколько месяцев, выясняется, что Коул — Бальтазар. Сёстры вынуждены уничтожить его, но Фиби и Коул любят друг друга, поэтому она фальсифицирует его смерть, но не выдержав, Фиби рассказывает правду сёстрам. Прю шокирована таким раскладом, но постепенно начинает доверять Коулу, который не раз спасал жизнь ведьмам. В знак преданности, Коул уничтожает Триаду, но оказывается, что и Триада была вторым лицом. За всем злом стоит Хозяин. Он пытается уничтожить Зачарованных, нанимая демона-киллера Шекса. Смертельно ранив Пайпер и Прю, Хозяин торжествует, а Лео удаётся спасти лишь свою жену. Прю погибает. Сила Трёх рушится. Фиби и Пайпер в отчаянии…

### Четвёртый сезон
- Серий: 22
- Премьера в США: 2001—2002 годы (раз в неделю, еженедельно)

Действие сериала начинается в ночь перед похоронами Прю — Пайпер пытается воскресить её заклинанием, «вызывающим потерянную ведьму», но неожиданно это заклинание вызывает Пейдж — молодую девушку, сироту, работающую в социальной службе. Дух бабушки Зачарованных посещает Пайпер и намекает, что судьба Силы Трёх ещё не окончена. Тем временем Фиби и Коул разыскивают Пейдж и внезапно обнаруживают, что она способна телепортироваться; её саму это удивляет не меньше. Лео не может этого объяснить и идёт за советом к Старейшинам. Коул отправляется на разведку в подземный мир и узнаёт, что Пейдж, согласно предсказанию, способна восстановить Силу Трёх. Бабушка и мать Зачарованных объясняют, что Пейдж — их сестра. Пейдж пришлось отдать, так как в то время союзы между ангелами-хранителями и ведьмами были запрещены и Зачарованных могли лишить сил в наказание. 
 На протяжении этого сезона сёстры борются с Хозяином в разных видах. Убивая Хозяина с помощью Бездны, Коул становится новым Хозяином, в нём борются две сущности: Человек и Демон. Демон побеждает. Он и Фиби переходят на сторону Зла. Этому способствует то, что Фиби ждёт сильного демонического ребёнка. Но со временем она понимает, что ошиблась. Вместе с сёстрами они побеждают Коула. Таким образом, Фиби, точнее, её ребёнок, становится Хозяином. Сир отнимает у неё нерождённого младенца. Зачарованные убивают демонов во время коронации. К сёстрам приходит Ангел Судьбы и намекает, что скоро в особняке будет слышен топот маленьких ножек: Пайпер беременна.

### Пятый сезон
- Серий: 23
- Премьера в США: 2002—2003 годы (раз в неделю, еженедельно)

Источник Зла убит, и жизнь семьи Зачарованных идёт своим чередом: Фиби делает карьеру, Пейдж бросает работу и полностью погружается в магию, а Пайпер ждёт ребёнка. Неожиданное возвращение Коула с «того света» переворачивает всё вверх дном, особенно жизнь Фиби. Попытки Коула доказать, что он изменился, ни к чему не приводят; Фиби ненавидит его несмотря на то, что он несколько раз спасал ей жизнь. Тогда Коул решает вернуться к своим демоническим корням, чтобы завоевать Фиби силой. Это тоже не приводит его к успеху, даже его неуязвимость не привлекает Фиби. Но сёстрам удаётся победить непобедимого. У Пайпер рождается мальчик — самый сильный маг в истории волшебного мира. Вскоре после этого Зачарованным предстоит битва с мифологическими Титанами из Древней Греции. Тогда же появляется новый герой — Крис, незнакомец из будущего. Он утверждает, что является ангелом-хранителем, который хочет изменить будущее в лучшую сторону, не дав сёстрам умереть. Титаны убивают большинство старейшин, Лео приходится стать одним из них, чтобы сделать Зачарованных греческими богинями. В конце сезона Крис отправляет Лео на остров Вальхаллу, чтобы самому стать хранителем сестёр.

### Шестой сезон
- Серий: 23
- Премьера в США: 2003—2004 годы (раз в неделю, еженедельно)

Пайпер стала не только свободной, но и необыкновенно весёлой с того момента, как Лео стал Старейшиной и исчез. Фиби и Пейдж пытаются выяснить почему. Фиби продолжает отношения с Джейсоном Дином, Пейдж работает на мелких работах. Периодически появляющийся Лео испытывает неприязнь и недоверие к новому ангелу-хранителю сестёр — Крису. Оказывается, что Крис пришёл из будущего, чтобы не дать Уайатту перейти на сторону зла. После того, как сёстры узнали о Магической Школе, которую открыл старейшина Гидеон, Фиби заглядывает в будущее, где видит, что у Уайатта есть младший брат. Фиби узнаёт, что младший брат Уайатта это Крис, пришедший из будущего, чтобы спасти свою семью. В конце сезона оказывается, что Гидеон хотел убить Уайатта, но у него ничего не вышло, и он превратил его в монстра, но сёстры узнают это раньше, спасают Уайатта, Лео убивает Гидеона, а Крис умирает, но умер он в перемещённом времени, поэтому в своём времени он жив.

### Седьмой сезон
- Серий: 22
- Премьера в США: 2004—2005 годы (раз в неделю в 17:30, еженедельно)

С момента рождения Криса Пейдж и Пайпер ухаживают за детьми, пока Фиби пропадает на работе, а одержимый Лео гоняется за демонами, особенно за демоном страха Барбасом, и при этом случайно убивает другого Старейшину. Фиби берёт отпуск и знакомится с Лесли Сент-Клером, своим заместителем, в которого влюбляется. Лео начинают тревожить странные видения, летающие головы и голоса. Выясняется, что это Аватары, которые хотят сделать мир лучше при помощи Утопии, они уговаривают Лео стать одним из них, но без помощи Зачарованных им не удастся изменить мир. Выясняется, что Утопия лишает людей права выбора. Новый мир далеко не так идеален, как представлялось. С помощью демона Занку, старого врага Хозяина, который вырвался из заточения, сёстры заставляют Аватар вернуть старый мир со злом и при этом Аватары должны исчезнуть из мира магии и больше никогда не появляться. Старейшины, которые думали, что Большая угроза — это Аватары, ошиблись. Оказалось, что большая угроза — это Занку, почти неуязвимый демон. Сёстры достойно сражаются с врагом и побеждают при этом. Но, сымитировав свою гибель, они решают начать новую жизнь, сменив внешность.

### Восьмой сезон
- Серий: 22
- Премьера в США: 2005 год (раз в неделю, еженедельно)

Убив Занку и «погибнув» в ужасном взрыве, сёстры Холливелл меняют свой облик и свои имена. Теперь они Дженни, Джули и Джо Беннетт, а дом принадлежит Виктору — их отцу. Только Пейдж начинает мучить странный зов. Следуя ему, она встречает молодую ведьму Билли Дженкинс. Билли, узнав, что кузины Беннет и есть сёстры Холливелл, просит их научить её мастерству магии. Зачарованные вынуждены принять свой настоящий облик, когда за их исчезновение берётся агент Мёрфи из ФБР. Немного позже оказывается, что Билли ищет свою сестру Кристи, которая исчезла пятнадцать лет назад.
У Пайпер забирают Лео, Ангел Судьбы обещает вернуть его в случае победы Зачарованных в Великой Битве. Что это за битва, становится известно только в последних сериях.
С помощью Зачарованных Билли находит свою сестру. Кристи настраивает Билли против Зачарованных, так как Триада, которая вернулась, внушила ей ненависть к ним. Но после того, как Кристи пытается убить ведьм, Билли встаёт на сторону добра. Зачарованные уничтожают главных злодеев сезона — Триаду, а Билли уничтожает свою сестру Кристи. В последней серии встречаются большинство упоминавшихся в сериале поколений Холливеллов — из прошлого и будущего. А затем сёстры записывают всю свою историю в «Книгу Таинств». Пэйдж выходит замуж за Генри, у них рождаются девочки-близняшки и сын. Фиби и Куп тоже поженились. Лео, у которого теперь появилось много времени, стал преподавателем в школе магии. А Крис и Уайатт теперь борются со злом вместо своих родителей.

## Замена в составе «Зачарованных»
В 2000 году отношения между Шеннен Доэрти и коллективом телесериала сильно ухудшились. Уже в начале третьего сезона стало ясно, что Доэрти не продержится в составе Зачарованных более, чем на сезон. Последней каплей для продюсеров стало то, что актрису задерживают за вождение автомобиля в нетрезвом состоянии. Ещё одним поводом для ухода из «Зачарованных» по слухам является серьёзный конфликт Алиссы Милано и Шеннен Доэрти на съёмочной площадке.
Доэрти требовала, чтобы на промофото к сериалу она была всегда в центре, а не с краю, тем самым отодвинув Милано и Комбс на задний план.
Милано пригрозила уйти, если Доэрти не покинет проект. Спеллингу пришлось сделать серьёзный выбор: или Прю, или Фиби. В итоге Доэрти предлагают срежиссировать смерть своей героини самостоятельно.
Продюсеры «Зачарованных» были очень обеспокоены, осознав, что проект должен быть либо закрыт, либо на роль Прю должна быть найдена новая актриса. Роль была предложена Дженнифер Лав Хьюитт и Тиффани Тиссен, последняя однажды уже заменила Доэрти в сериале "Беверли-Хиллз, 90210". Однако, обе актрисы отказались. Тогда продюсеры решают убрать Прю и заменить её четвёртой сестрой. На роль претендовали сразу несколько известных актрис, среди которых были Элайза Душку, Сара Браун, Солейл Мун Фрай, Сьюзан Уорд и Каризма Карпентер, но роль в итоге получила Роуз МакГоуэн, известная по ролям в фильмах "Крик" (1996) и "Королевы убийства" (1999), а также по бурному роману с Мэрилином Мэнсоном.

## Комиксы «Зачарованные»
15 марта 2010 года компания «Zenescope Entertainment» заявила, что приобрела права на создание комиксов про Зачарованных. Первый выпуск вышел в США в июне 2010 года. Комиксы являются продолжением 8 сезона сериала. Авторами комиксов о Зачарованных стали Пол Рудитис и Рэвен Грегори.

## Заставка к сериалу
Заставка к сериалу сделана с самого начала в готическом стиле. В первых трёх сезонах смонтирована менее эффектно, чем в последующих пяти. В первых четырёх сериях первого сезона заставка была неопределённой, имена героев появлялись на экране разными способами: выплывание, тенистость и др. Только уже в пятой серии она стала постоянной, надписи стали появляться из нижнего левого края, на кадры стали накладываться готические надписи, буквы, которые менялись с очень быстрой частотой.
Начиная с четвёртого сезона и до самого конца заставка выглядела более эффектно, чем заставка-предшественник. Кардинально ничего не было изменено, только некоторые небольшие, но заметные поправки: после «вылета» имени и фамилии актёра изображение несколько раз подёргивалось, увеличивалось и в сезонах 4-8 показывалось буквально доли секунды изображение героя из предыдущего сезона. В словах «Starring» и «Created by Constance M.Burge» поменяли шрифт. Также нарушен порядок персонажей. Если в 1-3 сезонах в заставках порядок героинь шёл по убыванию возраста (Прю, Пайпер, Фиби), то в заставках 4-8 сезонов порядок нарушился (Фиби, Пейдж, Пайпер).
В финале каждого сезона закрываются двери: В первых двух сезонах это делает Прю с помощью своих способностей, в третьем сезоне демон Шекс, улетая прочь, захлопывает дверь порывом ветра, в четвёртом дверь за собой закрывает Ангел Судьбы, а в пятом её телекинезом закрывает Крис. Шестой сезон отличается от всех остальных тем, что затворяются двери больничной палаты Пайпер. В седьмом сезоне, когда Деррил выходит из особняка, двери закрываются сами собой. Однако, подразумевается, что это делает дух Прю. В конце финального эпизода сериала дверь посредством магии закрывает одна из внучек Пайпер.

## Место действия
Основное действие сериала разворачивается в городе Сан-Франциско.

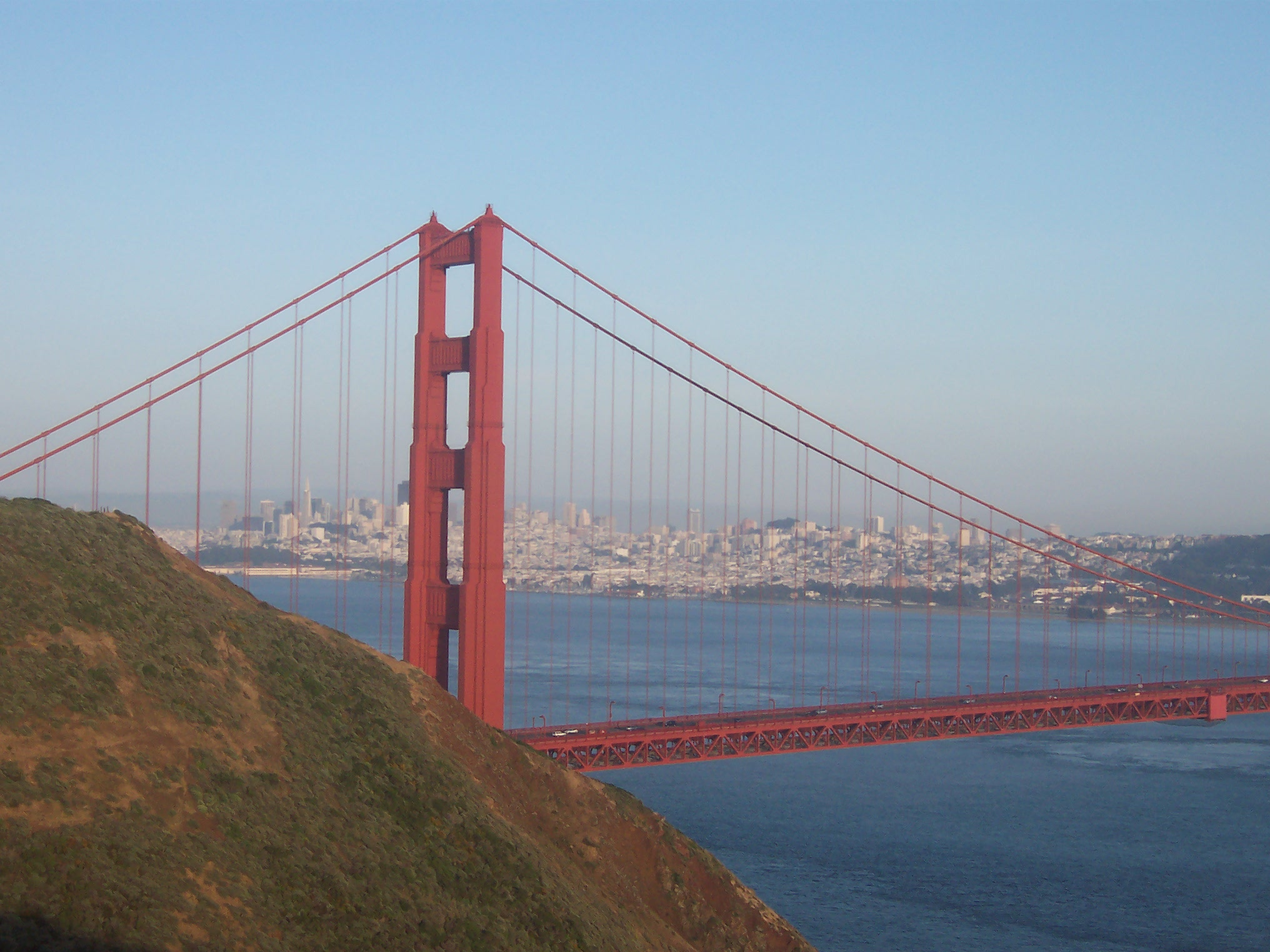
Мост «Золотые ворота» в Сан-Франциско

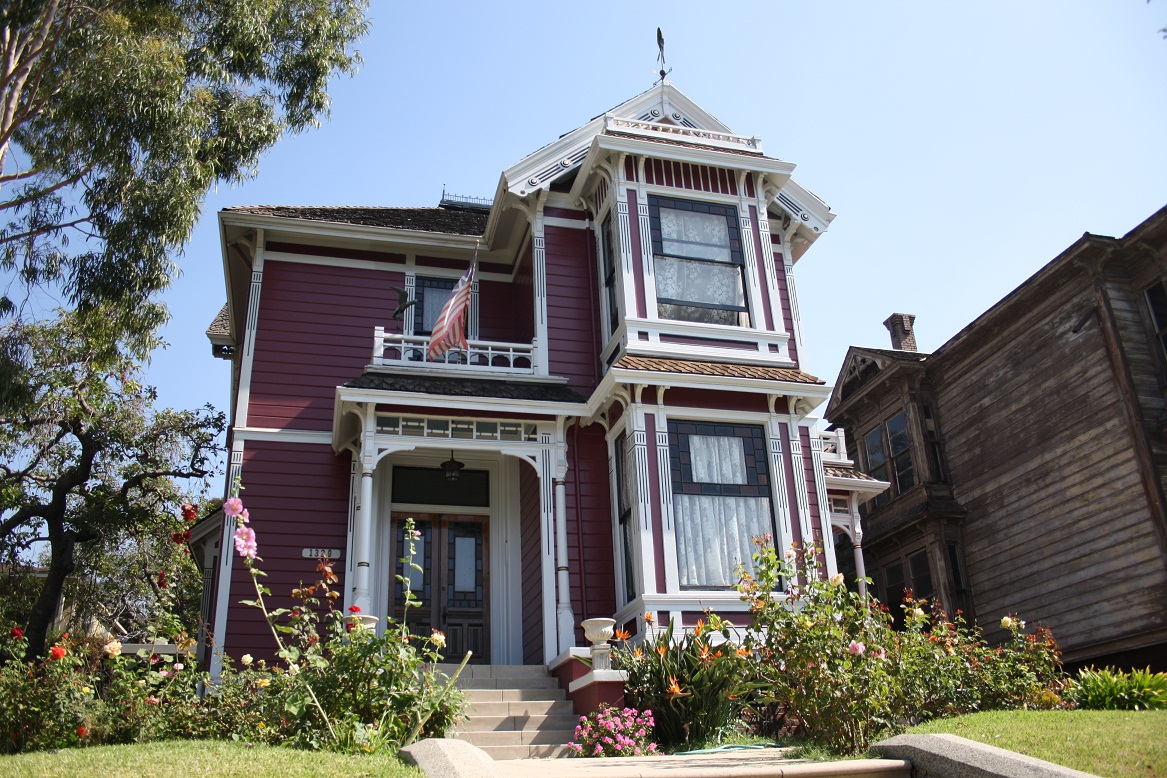
Особняк Зачарованных

Особняк сестёр Холливелл — дом, где живут сёстры, расположен по улице Прескотт 13 29. Первоначальный особняк был построен в 1898 году, однако, после землетрясения 1906 года был разрушен. Был отстроен вновь в 1906 году прапрабабушкой Зачарованных, чтобы бороться со злом, так как этот дом расположен на равном расстоянии от 5 главных элементов: металл, земля, вода, дерево, огонь. Под этим особняком обитель Тени или — как называли на протяжении сериала — Вугимен.
Сёстры жили здесь в детстве с бабушкой и мамой, однако после смерти Грэмс они разъехались, а спустя полгода сёстры вновь собрались в этом особняке, что и привело к обретению магических сил. После смерти Прю, Пайпер и Фиби долго уговаривали Пейдж переехать в семейный особняк. Кстати, из четырёх сестёр только Фиби родилась в особняке. Дом разрушался несколько раз: в 1906 году, после землетрясения (особняк-предшественник) и в эпизоде 8х21 после поединка ведьм, а также в 5 сезоне его удалила Пайпер с помощью Магии. Также в нём было много повреждений в связи с борьбой сестёр с силами зла.
На самом деле, особняк расположен по адресу 1329 Карролл-авеню в Лос-Анджелесе. Пилотная серия, а также некоторые сцены из первых сезонов снимались в этом доме, при этом в пилотной серии особняк назывался «Поместье Уоррен», а не «Поместье Холливелл». Основные съёмки проходили в специально выстроенных павильонах студии Paramount Pictures, которые повторяли внутреннее убранство особняка. В 2003 году особняк был продан в частное владение, поэтому от внутренних и наружных съёмок возле дома на Кэрролл-авеню пришлось полностью отказаться.

## Саундтреки
За время съёмок было выпущено три официальных альбома саундтреков из сериала:
- 2003 — Charmed: The Soundtrack
  - 1. Smash Mouth — Hot
  - 2. Third Eye Blind — Danger
  - 3. Goldfrapp — Strict Machine
  - 4. Stereophonics — Maybe Tomorrow
  - 5. Vanessa Carlton — Rinse
  - 6. Andy Stochansky — I Can’t Take It
  - 7. Rachael Yamagata — Worn Me Down
  - 8. Flaming Lips — Do You Realize
  - 9. Balligomingo — New Favourite Thing
  - 10. Ziggy Marley — Rainbow In The Sky
  - 11. Love Spit Love — How Soon Is Now
- 2005 — Charmed: The Book of Shadows
  - 1. The Donnas — Take It Off
  - 2. Liz Phair — Take A Look"
  - 3. Dido — Sand In My Shoes
  - 4. Sarah McLachlan — Fallen (Dan The Automator Remix)
  - 5. Butterfly Boucher — I Can’t Make Me (Chris Lord Algo Remix)
  - 6. Vanessa Carlton — San Francisco
  - 7. Ashlee Simpson — Pieces Of Me (David Garcia And High Spies Remix)
  - 8. Missy Higgins — Unbroken
  - 9. Sarah Brightman — Free (Swiss American Federation Club Remix)
  - 10. Shivaree — I Close My Eyes
  - 11. Zero 7 — Home
  - 12. Love Spit Love (UK Bonus track) — How Soon Is Now?
- 2006 — Charmed: The Final Chapter
  - 1. Liz Phair — Baby Got Going
  - 2. Barenaked Ladies — Pinch Me
  - 3. Collective Soul — Needs
  - 4. Sarah McLachlan — Good Enough
  - 5. Chantal Kreviazuk — Weight Of The World
  - 6. Conjure One feat. Sinead O’Connor — Tears From The Moon
  - 7. BT feat. Rose McGowan — Superfabulous
  - 8. Rusted Root — Weave
  - 9. Natalie Imbruglia — Goodbye
  - 10. Beth Orton — Stolen Car
  - 11. Eddie Reader — Bell, Book & Candle
  - 12. The Crystal Method — Name Of The Game

## Ремейк
В октябре 2013 года было объявлено, что телеканал CBS, владеющий правами на оригинальное шоу, планирует выпустить ремейк сериала, который будет сосредоточен на четырёх сёстрах. В августе 2014 года проект официально был объявлен закрытым.
В 2017 году телеканал The CW (бывший The WB) принял решение снять ремейк сериала, перенеся действие в настоящее время. Съёмки пилотного эпизода состоялись весной 2018 года. Сериал был официально заказан на первый сезон 11 мая 2018 года. 14 октября вышла пилотная серия первого сезона, резко негативно встреченная фанатами.